# Пушкин, Геннадий Александрович
Геннадий Александрович Пушкин (13 октября 1921, Тула — 20 мая 2010, Тула) — слесарь-лекальщик Тульского оружейного завода, дважды Герой Социалистического Труда (1971 и 1987).

## Биография
Родился 13 октября 1921 года в городе Туле.
Отец — слесарь-инструментальщик, мать — домохозяйка. Всего в семье было пятеро детей. Он — самый старший. Работать на тульский оружейный завод Геннадий пришел в 1937 году учеником слесаря-лекальщика. В 1939 году начал работать самостоятельно и очень скоро сумел проявить себя в такой сложной профессии.
В 1941 году вместе с заводом эвакуировался в город Медногорск Чкаловской (ныне Оренбургской) области. Вернувшись в Тулу, снова пришел работать в свой лекальный цех.
Достигнув наивысшего уровня мастерства, Геннадий Александрович всю свою жизнь делился знаниями, опытом, профессиональными секретами с многочисленными учениками, которых у него всегда было предостаточно. Он подготовил не меньше шестидесяти слесарей-лекальщиков высокой квалификации, многие из которых, в свою очередь тоже имеют немало учеников.
Через руки Г. А. Пушкина прошли наиболее сложные, самые точные приспособления и приборы, составляющие мерительную базу завода, допуски при изготовлении которых, обыкновенно не превышают один-два микрона. Более 60 лет отданы Пушкиным оружейному заводу. На пенсию он ушел только в 2006 году.
Геннадий Александрович 15 раз избирался депутатом районного[какого?] и трижды — городского Совета народных депутатов, был делегатом XV, XVI, XVII съездов профсоюзов. Он участник парадов, посвященных 40, 45 и 50-летию Победы. Возраст не был ему помехой для общественной деятельности. Он до конца жизни был членом президиума областного Совета ветеранов войны, труда, Вооруженных Сил и правоохранительных органов, избрался членом Всероссийского совета ветеранов.
Умер 20 мая 2010 года в Туле.

## Награды

Бронзовый бюст памяти Геннадия Пушкина в Туле

- Дважды Герой Социалистического Труда,
- Награждён двумя орденами Ленина, орденом Трудового Красного Знамени, медалями (в том числе медалью «За доблестный труд в Великой Отечественной войне 1941—1945 гг.»),
- Заслуженный ветеран Тульского оружейного завода,
- Удостоен звания «Почётный гражданин города-героя Тулы».
- Почётный гражданин Тульской области

## Память
26 ноября 2003 года Геннадию Александровичу установлен бюст перед заводом в сквере, рядом с дореволюционным памятником Петру I.